# Gamboura
Gamboura est une localité du Cameroun située au pieds des monts Mandara dans la région de l'Extrême-Nord. Elle dépend sur le plan administratif du canton de Guili, de l'arrondissement de Bourha et du département du Mayo-Tsanaga. Elle est reliée à la route départementale D11.

## Géographie
Gamboura est localisé au sud du plateau Kapsiki (281 m d'altitude) à 12° 28' 60 latitude Nord, 14° 25' 56 longitude Est.
La localité possède un climat tropical. La température moyenne annuelle est de 24,6 °C. Le mois d'avril est le plus chaud à Gamboura, la température à cette période de l'année atteint 28,5 °C. La pluviométrie moyenne sur l'année est 967 mm. Les pluies sont plus abondantes au mois d'août avec 271 mm de pluviométrie et une température moyenne de 22,6 °C.

## Population
En 1966-1967, Gamboura comptait 1 482 habitants, principalement des Bana. Leur langue est gamboura, un dialecte du bana, une langue tchadique.
En 2005, le troisième recensement général de la population et de l’habitat du Cameroun subdivise la localité de Gamboura en 3 entités :
- Gamboura I (3 656 habitants) ;
- Gamboura II (181 habitants) ;
- Gamboura Ngongona (454 habitants).

La religion prédominante est le protestantisme. Dans les années 1960, un dispensaire protestant, une école et une mission protestantes sont signalés à Gamboura.

## Activités économiques
L'agriculture et l'élevage constituent l'essentiel des activités économiques de Gamboura. L'arachide est cultivée pour l'exportation et Gamboura est connu pour son marché de vente d'arachide.
La jeunesse agricole de Gamboura avait introduit avec succès l'élevage porcin. À la suite de cette introduction on dénombrait en 1985 à Gamboura une centaine de têtes de porc.

## Services sociaux de base
Gamboura avait un sérieux problème d'approvisionnement en eau potable pendant la saison sèche qui s'étale d'octobre à juin. La population et surtout les jeunes enfants souffraient de maladies d'origine hydrique. Cette situation affectait non seulement la santé et le taux de scolarisation des enfants, mais aussi l'ensemble de l'économie de la localité. En 2015, les habitants de St Andrews (Écosse) à travers le Rotary International ont contribué à lever les fonds nécessaires pour réaliser six forages dans la localité de Gamboura.
L’Union des Églises baptistes du Cameroun (UEBC) dans son programme de développement rural a réalisé des biefs de rétention d'eau dans la région de Gamboura.
Gamboura bénéficie d'un Centre de santé intégré (CSI), hérité du dispensaire créé en 1965 par la Société missionnaire baptiste européenne.